# Porte dorée (Vladimir)
Pour les articles homonymes, voir Porte dorée.

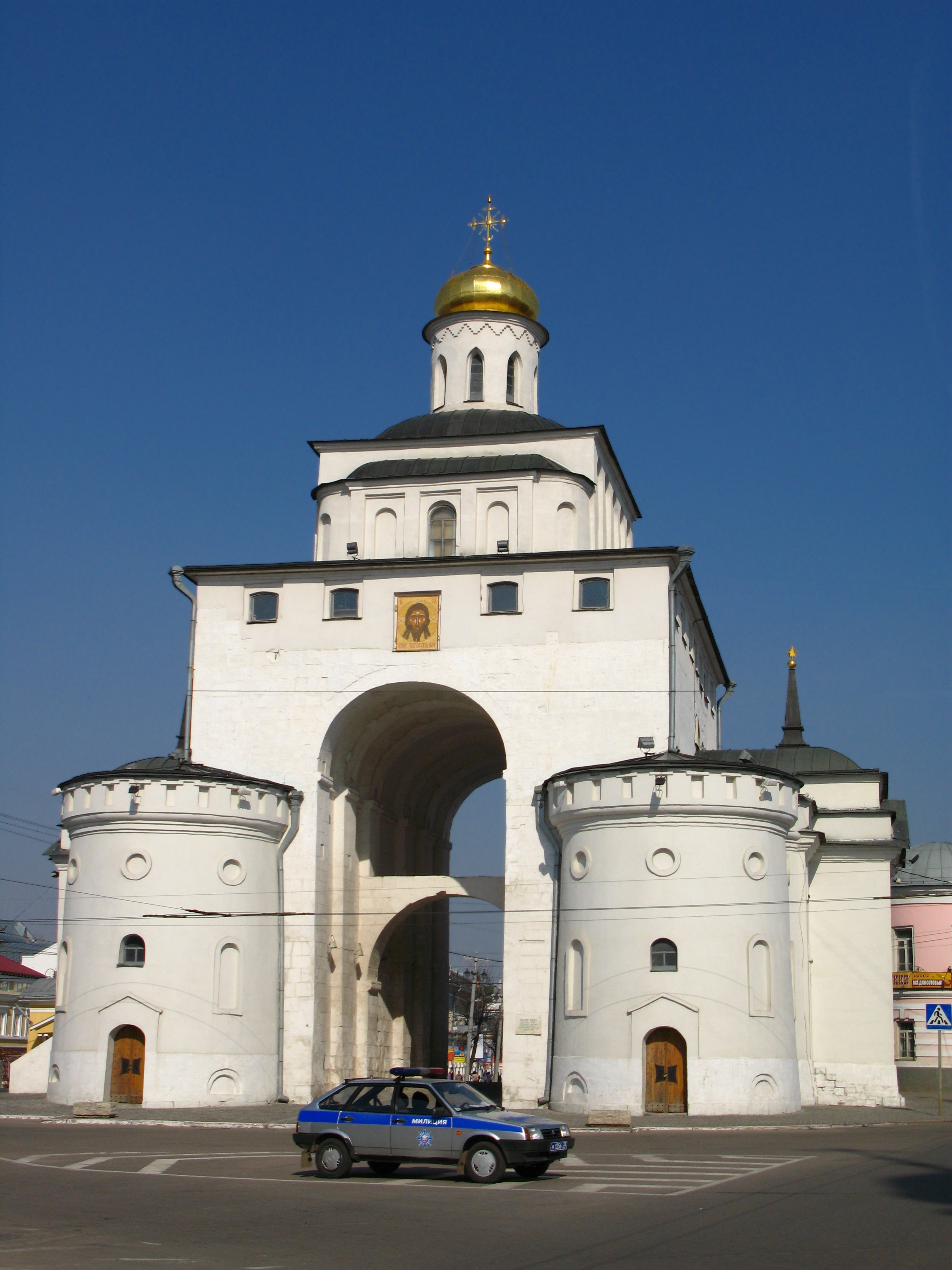
Porte dorée à Vladimir.

La porte dorée est un édifice remarquable, représentatif de l'architecture ancienne, situé dans la ville de Vladimir, une des villes de l'anneau d'or de Russie, à 180 km à l'est de Moscou. Il est inscrit sur la liste du patrimoine mondial de l'UNESCO au titre des monuments de Vladimir et de Souzdal. La Porte dorée est construite en 1164 à la demande du prince André Ier Bogolioubski. Outre son caractère défensif, la porte a aussi celui d'un arc de triomphe. Elle était l'entrée solennelle des princes et des boyards, dans la partie la plus riche de la ville.

## Histoire
La Porte dorée fut probablement construite par les maîtres artisans des princes. Les armoiries du prince placées sur la tour par les constructeurs en attesteraient. Certains historiens parlent de constructeurs italiens. La construction est édifiée selon la technique de maçonnerie utilisant pour moitié des moellons, largement répandue dans l'architecture des monuments de Vladimir et de Souzdal. Les proportions strictes de l'arc, recouvert d'une puissante voûte demi-circulaire et l'élégance particulière de la chapelle au-dessus de l'édifice, donnent à l'ensemble un caractère majestueux correspondant à sa fonction. Le début de la construction date de 1158 et la fin du 26 avril 1164, quand fut consacrée la chapelle qui domine la porte.
À l'époque du gouvernement d'André Ier Bogolioubski la ville était entourée de longs remparts que sept portes permettaient de traverser (outre la porte d'or : la porte de cuivre, la porte d'argent, la porte d'Ivan, la porte du commerce, la porte de la Volga, la porte d'Irinina). Seule la porte d'or existe encore aujourd'hui.
C'était la principale porte de la ville aux XIIe et XIIIe siècles.
La chronique d'Ipatiev raconte que le prince la rêvait en or, tout en sachant qu'elle serait en fait recouverte de feuilles de cuivre doré qui la feraient étinceler avec éclat au soleil et étonneraient les gens du peuple. Attenants à la porte, au nord et au sud, s'élevaient des remparts contigus entourés de fossés profonds du côté extérieur. Au-dessus du fossé existait un pont permettant l'accès à la ville. La hauteur de l'arc atteint 14 mètres. Les battants de la porte en chêne massif, suspendus par des gonds en fer forgé, surmontés de linteaux à mi-hauteur de l'arc ne subsistent plus aujourd'hui. Au-dessus du linteau il existait un plancher en bois qui servait de plate-forme supplémentaire pour les défenseurs en cas d'attaque, visibles sur les croquis des historiens. Il en subsiste seulement les emplacements des solives dans le maçonnage du mur. L'accès à la plate-forme se faisait par une ancienne baie dans le mur sud, dans l'épaisseur duquel courait un escalier de pierre recouvert d'une voûte. Au même niveau, de l'autre côté de l'escalier existait également une sortie vers les monticules de terre le long des remparts du côté sud. Au nord dans les remparts il existait un passage qui traversant le mur arrivait droit sur la plate-forme.
L'escalier du mur sud menait, plus loin, vers la plate-forme supérieure en pierre, munie de créneaux et de meurtrières, au centre de laquelle, au sommet de la porte, est édifiée la chapelle en pierre blanche dédiée à Notre-Dame. Celle-ci représente un type d'église aux formes harmonieuses représentative de l'époque de son constructeur André Ier Bogolioubski : un plan carré ; quatre piliers ; trois absides avec autels ; à l'extérieur comme à l'intérieur un enduit posé à la truelle ; trois portails ; un tambour cylindrique qui soutient une coupole ; une décoration modeste, entourant les façades, constituée de plusieurs arcatures sur toute leur hauteur. Les caractéristiques de cette chapelle sont celles des églises en pierre blanche de la période pré-mongole qui existent dans la région de Vladimir et Souzdal, mais en miniature. Ses dimensions sont en effet réduites vu l'emplacement qu'elle occupe au sommet. C'est probablement son poids qui a nécessité l'adjonction tardive de contreforts au pied de la porte qui sont dissimulés par des petites tours aux quatre coins de l'édifice.
Les arcatures aveugles sur les façades de la chapelle sont également typiques dans ce genre d'édifice du XIIe siècle. Elles étaient à l'origine, garnies de sculptures, de fresques et de couleurs.

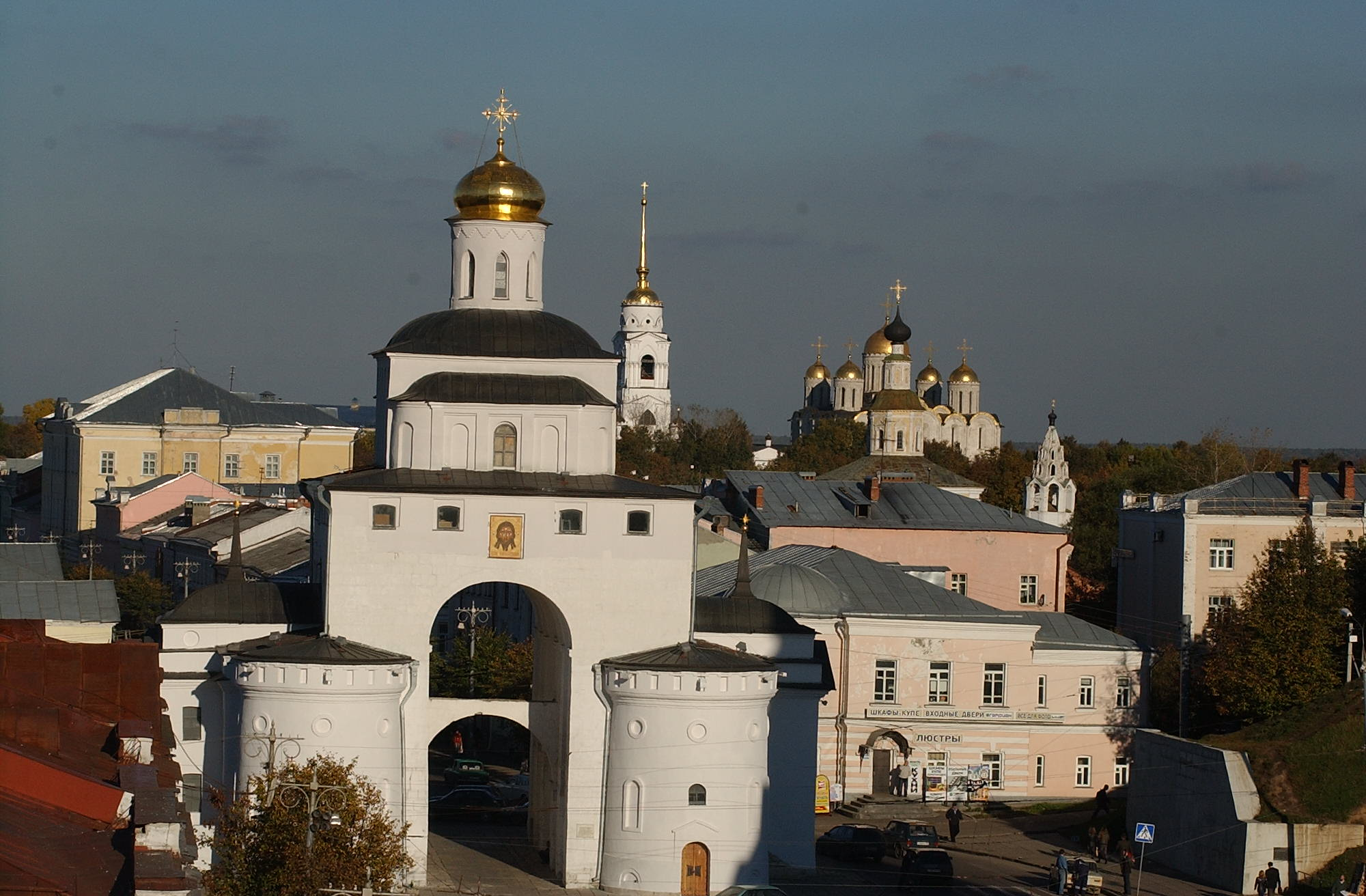
panorama de la Porte d'or

Des incendies ont endommagé la porte de même que les invasions ennemies ont modifié son aspect. En 1469 une restauration fut entreprise sous la direction de l'architecte-sculpteur Basile Ermoline. En 1641, sur ordre du Tsar Michel Ier, l'architecte Antipe Konstantinov établit un devis de restauration de la porte, mais la mise en œuvre des travaux ne commença qu'à la fin du XVIIe siècle.
En 1778 lors d'un grand incendie dans la ville, la porte fut endommagée. Quelques années plus tard lors de la réalisation de travaux de maintenance aux remparts de la ville, la partie contigüe de ceux-ci fut détruite pour permettre un accès par le côté. Par la suite, vu l'affaiblissement du caractère défensif de la porte, il fut question de reconstruire ces parties de remparts contigües. En 1795, le projet de l'architecte Tchistiakov fut adopté qui consistait à construire aux coins des pylônes soutenant l'arc des contreforts insérés dans des tours rondes. C'est sous cet aspect que la porte est arrivée à notre époque, malgré le fait qu'au début du XIXe siècle, à plusieurs reprises, le rétablissement de l'ancien aspect de la porte fut proposé. Cet aspect ancien présentait un aspect plus sobre qui n'est plus visible que sur des croquis.
Le 20 août 1983, à l'occasion de la fête du « Jour de la ville », un message fut scellé dans le mur d'une des tours d'angle adressé aux citadins de la ville du XXIe siècle. L'été 1991 les reliques de saint Séraphin de Sarov, purent être vénérées par les habitants de Vladimir à la porte d'or lors de leur transfert de Saint-Pétersbourg à Divyevo dans l'oblast de Nijni Novgorod.
Au milieu des années 1990 furent insérées au-dessus des façades et comme dans le passé ancien de la porte, des icônes de Notre-Dame a l'ouest et du Christ à l'est.
En 1992 la porte d'or fut inscrite dans la liste du patrimoine mondial UNESCO parmi les Monuments de Vladimir et de Souzdal (sous no 633).

## Musée de la Porte d'or

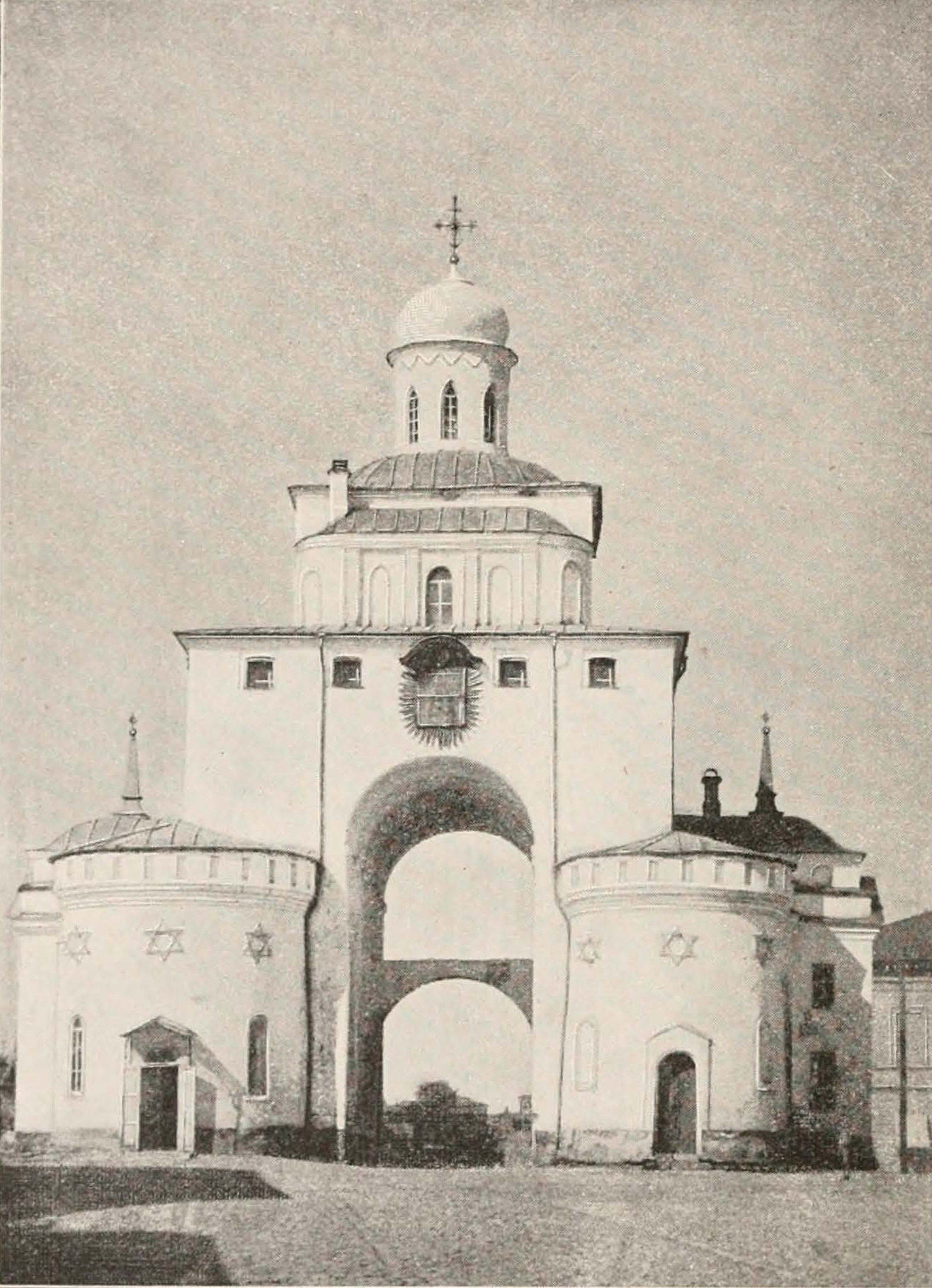
La porte d'or à la fin du XIXe siècle

Depuis une cinquantaine d'années, la porte d'or est placée sous l'administration du Musée-conservatoire d'histoire des arts et d'architecture de Vladimir-Souzdal. Dans la chapelle Notre-Dame au-dessus de l'édifice se tient une exposition sur l'histoire militaire. Au centre de cette exposition se trouve un diorama, retraçant les évènements dramatiques de février 1238 : la défense de la ville de Vladimir à l'époque de l'invasion mongole organisée par le khan Batu, petit-fils de Gengis Khan (dont l'auteur est l'artiste russe E. I. Dechalyt qui le réalisa en 1972).
L'exposition présente des armes et des équipements militaires de différentes époques : des projectiles d'armes de guerre, des pointes de flèches du XIIIe siècle, des cottes de mailles, des arbalètes prises aux Polonais, datant du XVIIe siècle, des fusils à silex de l'époque de Catherine II de Russie, des armures en métal et des mousquets de la période de la guerre de 1812, un fusil à répétition, un uniforme, des décorations de la fin du XIXe siècle, des armes prise aux Turcs.
L'exposition se prolonge sur une autre plate-forme militaire transformée au début du XIXe siècle en galerie couverte. Sont exposés là des souvenirs de héros de Vladimir : portrait, objets souvenirs, documents, photos de 160 héros de l'URSS datant de l'époque de la Grande Guerre patriotique mais aussi des temps de paix. Différentes armes de tirs remarquables construites par des fabricants de la ville de Komrova. Une vitrine présente les combinaisons spatiales du cosmonaute Valeri Koubassov né à Vladimir.

## Remarques
- Au milieu du XIXe siècle, un projet fut imaginé pour transformer la porte d'or qui n'avait plus de fonction particulière, sinon symbolique, en un château d'eau pour contenir l'eau d'un réservoir et assurer sa distribution dans les conduits de la ville. Mais ce projet fut abandonné et un château d'eau fut construit non loin de la porte d'or. Il a été, depuis lors, transformé en musée avec au sommet une plate-forme de panorama.
- Selon plusieurs historiens d'art, dont Nicolas Varonine, la porte d'or de Vladimir ne possédait pas d'équivalent dans l'Europe du Moyen Âge. La porte d'or remplissait trois fonctions à la fois. L'architecture européenne du Moyen Âge ne connaissait que des tours de châteaux défensives, alors que la porte de Vladimir, outre ses fonctions de défense, jouait aussi le rôle d'accès à la ville et de plus avait une fonction religieuse grâce à la chapelle de Notre-Dame au sommet de la porte.

Diverses informations, difficiles à vérifier, entourent l'histoire de la porte d'or et il peut s'agir de légendes qui veulent donner réponse à diverses questions sans réponses vérifiables :
- Pourquoi la porte d'or est-elle détachée du mur d'enceinte ? Le carrosse de l'impératrice Catherine II de Russie, en route vers Nijni Novgorod, lors de son passage dans l'arc de la porte, se serait embourbé dans une flaque à cause de l'étroitesse du passage ; raison pour laquelle les remparts auraient été détruits des deux côtés de la porte pour y créer un passage permanent. Plus tard le rempart situé à gauche fut complètement détruit. Ce qu'il en reste peut être visité à l'Institut pédagogique Lébédev-Poliansky, qui se trouve à côté de la porte d'or.
- Les architectes italiens ont-ils participé à la construction de la porte ? Durant la construction de la porte d'or, se produisit un effondrement d'une partie du bâti. Heureusement sans victime. Le prince André Ier Bogolioubski ordonna d'organiser un Te Deum en remerciement de cette chance et changea les équipes d'ouvriers maçons. Il aurait alors fait appel à des maîtres artisans italiens, envoyés par l'empereur Frédéric Barberousse, avec lequel le prince était lié d'amitié. Ils auraient mené à bien la fin de la construction de la porte. Le prince aurait tellement apprécié leur travail qu'il leur aurait demandé de rester à Vladimir et de construire d'autres édifices : la cathédrale de la Dormition, la résidence du prince à Bogolioubovo et l'église de l'Intercession-de-la-Vierge sur la Nerl.

Cette intervention d'Italiens ou de Grecs est utilisée pour expliquer les analogies constatées entre la sculpture décorative romane et celle de Vladimir et Souzdal. Mais celles-ci s'expliquent aussi par leurs sources communes : les sculpteurs de l'Europe chrétienne copient les modèles byzantins et sassanides. Le commerce des étoffes notamment a provoqué des rencontres iconographiques entre Vladimir et l'Occident.
- Pourquoi les battants de la porte d'or ont disparu ? La porte d'or, comme avant-poste de défense de la ville, résista admirablement lors de la prise de la ville par les Tatars-Mongols en février 1238. L'ennemi ne réussit pas à investir la ville par la porte elle-même mais par une brèche dans les murs des remparts. Après la prise de la ville, les battants de chêne recouverts de cuivre doré auraient été enlevés, chargés sur une charrette et les Mongols auraient tenté de les apporter à leur Khan Orda (le petit-fils de Gengis Khan) chef de la Horde d'or. Sur la rivière Kliazma la glace craqua et les portes auraient été emportées par les eaux avec les chevaux, la charrette et les hommes qui la conduisaient. La porte ne fut jamais retrouvée. Actuellement il n'y a toujours pas de battants à la porte d'or.

## Source
- (ru) Cet article est partiellement ou en totalité issu de l’article de Wikipédia en russe intitulé « Золотые ворота (Владимир) » (voir la liste des auteurs).